# Jonathan Sowah
Jonathan Sowah (1º gennaio 1999) è un calciatore ghanese, attaccante del Singida Black Stars e della nazionale ghanese.

## Carriera

### Club
Sowah ha iniziato la sua carriera calcistica con il Danbort nella terza divisione del campionato ghanese. Nel gennaio 2023 è stato acquistato dal Medeama con cui ha firmato un contratto di tre anni e mezzo. Alla sua prima stagione in prima divisione ha dato un contributo sostanziale alla vittoria del primo campionato nella storia del club realizzando 12 gol in 20 incontri.

### Nazionale
Ha debuttato con la nazionale ghanese il 12 settembre 2023 nell'amichevole vinta 3-1 contro la Liberia. È stato incluso nella lista dei convocati per la Coppa d'Africa 2023.

## Statistiche

### Presenze e reti nei club
Statistiche aggiornate al 2 gennaio 2023.
| Stagione        | Squadra         | Campionato      | Campionato | Campionato | Coppe nazionali | Coppe nazionali | Coppe nazionali | Coppe continentali | Coppe continentali | Coppe continentali | Altre coppe | Altre coppe | Altre coppe | Totale | Totale | Totale |
| Stagione        | Squadra         | Comp            | Pres       | Reti       | Comp            | Pres            | Reti            | Comp               | Pres               | Reti               | Comp        | Pres        | Reti        | Pres   | Reti   |        |
| --------------- | --------------- | --------------- | ---------- | ---------- | --------------- | --------------- | --------------- | ------------------ | ------------------ | ------------------ | ----------- | ----------- | ----------- | ------ | ------ | ------ |
| gen.-giu. 2023  | Medeama         | PL              | 20         | 12         | CG              | ?               | ?               |                    | -                  | -                  |             | -           | -           | 20     | 12     |        |
| 2023-2024       | Medeama         | PL              | 8          | 4          | CG              | ?               | ?               | CCL                | 7                  | 3                  | SG          | 1           | 2           | 16     | 9      |        |
| Totale carriera | Totale carriera | Totale carriera | 28         | 16         |                 | 0+              | 0+              |                    | 7                  | 3                  |             | 1           | 2           | 36+    | 21+    |        |

### Cronologia presenze e reti in nazionale
| Cronologia completa delle presenze e delle reti in nazionale ― Ghana | Cronologia completa delle presenze e delle reti in nazionale ― Ghana | Cronologia completa delle presenze e delle reti in nazionale ― Ghana | Cronologia completa delle presenze e delle reti in nazionale ― Ghana | Cronologia completa delle presenze e delle reti in nazionale ― Ghana | Cronologia completa delle presenze e delle reti in nazionale ― Ghana | Cronologia completa delle presenze e delle reti in nazionale ― Ghana | Cronologia completa delle presenze e delle reti in nazionale ― Ghana |
| Data                                                                 | Città                                                                | In casa                                                              | Risultato                                                            | Ospiti                                                               | Competizione                                                         | Reti                                                                 | Note                                                                 |
| -------------------------------------------------------------------- | -------------------------------------------------------------------- | -------------------------------------------------------------------- | -------------------------------------------------------------------- | -------------------------------------------------------------------- | -------------------------------------------------------------------- | -------------------------------------------------------------------- | -------------------------------------------------------------------- |
| 12-9-2023                                                            | Accra                                                                | Ghana                                                                | 3 – 1                                                                | Liberia                                                              | Amichevole                                                           | -                                                                    | 80’                                                                  |
| 21-11-2023                                                           | Moroni                                                               | Comore                                                               | 1 – 0                                                                | Ghana                                                                | Qual. Mondiali 2026                                                  | -                                                                    | 88’                                                                  |
| 8-1-2024                                                             | Kumasi                                                               | Ghana                                                                | 0 – 0                                                                | Namibia                                                              | Amichevole                                                           | -                                                                    | 46’                                                                  |
| Totale                                                               |                                                                      | Presenze                                                             | 3                                                                    |                                                                      | Reti                                                                 | 0                                                                    |                                                                      |

## Palmarès

### Club

#### Competizioni nazionali
- Ghana Premier League: 1

Medeama: 2022-2023
- Supercoppa di Ghana: 1

Medeama: 2023